# Albert Kleffmann
Friedrich Albert Kleffmann (* 27. Mai 1882 in Heinsberg; † 10. November 1965 in Altenhundem) war ein deutscher Philosoph, Ingenieur, Redakteur, Heimatkundler und Mundartdichter.

## Leben
Friedrich Albert Kleffmann wurde 1882 auf heimatlichen Hof in Heinsberg geboren. Er war das älteste von acht Kindern. Seine Eltern waren Anton Kleffmann und dessen Frau Johanna geborene Höbelheinrich. Nach der Volksschule besuchte Kleffmann das heutige Rivius-Gymnasium in Attendorn. Von 1903 bis 1907 studierte er Philosophie in Marburg und Bonn. Er promovierte zum Doktor der Philosophie und studierte anschließend Ingenieurswesen. Danach war Kleffmann unter anderem als Statiker in Düsseldorf tätig. Nebenberuflich arbeitete er ab 1908 als Redakteur für die "Niederrheinische Warte" und den "Neußer und Viersener Verkehrsanzeiger".
Im Ersten Weltkrieg war er als Topograf tätig. Danach zog Kleffmann nach Altenhundem und arbeitete dort als Ingenieur und Landmesser. Er war beteiligt an dem Bau der Landstraße zwischen Bilstein und Altenhundem und zudem Mitorganisator an der Errichtung der Hohen Bracht. Der Mitgründer und erste Vorsitzende des Sauerländer Heimatbundes veröffentlichte von 1927 bis 1941 unter dem Pseudonym Alfred van Ruinsperg bzw. Alfrid von Ruinsperg im ein- bis zweiwöchigem Rhythmus die Kolumnen "Lank un twiäß düär´t Land" in sauerländischen Tageszeitungen. Wegen seiner spöttischen Proteste wurde er 1933 in Schutzhaft genommen und musste sich 1934 wochenlang verstecken. 1938 verbot man ihm die Arbeit als Landvermesser und 1941 alle schriftstellerischen Tätigkeiten. 
Nach dem Zweiten Weltkrieg wurde er von den Besatzungsmächten in Altenhundem als Erster Amtsbeigeordneter eingesetzt. Kleffmann war kurze Zeit auch politisch aktiv. Er gründete die SPD-Ortsgruppe Altenhundem-Kirchhundem und war 1947/1948 Vorsitzender der Altenhundemer SPD. Außerdem war er Mitglied des Kreisausschusses. Nach Differenzen war er politisch nicht mehr tätig. Kurz vor seinem Tod übernahm das Amt Kirchhundem das Archiv des Heimatforschers. Kleffmann starb im Alter von 83 Jahren.

## Werke (Auswahl)
Seit seiner Jugendzeit betätigte sich Kleffmann schriftstellerisch. Er war zudem als Genealoge für zahlreiche Familien seiner Heimat tätig.
- Festbuch zur Siebenhundertjahrfeier der Schlossfreiheit und Herrschaft Bilstein, Westfalen, herausgegeben im Auftrage des Festausschusses, Bilstein, 1925
- Heimatgeschichte der ehemaligen Mark und Freigrafschaft Hundem. Erster Teil. Festbuch zum tausendjährigen Bestehen (927 - 1927), Herausgegeben im Auftrage des Festausschusses von Dr. Albert Kleffmann-Altenhundem
- Bilstein-Beilstein u. ä. Orte und Familien. Ein Beitrag zu deren Geschichte, Altenhundem, 1938